# Východosibiřská lajka
Východosibiřská lajka je plemeno psa, pocházející z Ruska. Od příbuzné západosibiřské lajky se liší robustnější postavou, svým vzhledem má výrazně blíže k huskymu. Plemeno bylo oficiálně uznáno v roce 1949.

## Popis plemene
Hlava patří k výrazným zvláštnostem, její tvar je při pohledu shora klínovitý s odpovídající šířkou v temenní části. Délka tlamy a délka temenní části jsou shodné. Východosibiřská lajka má výrazný šíjový sklon. Čelní sklon je pozvolný a málo výrazný. Uši jsou vztyčené, pohyblivé a zašpičatělé, ale přípustné je i mírné zaoblení, nepříliš vysoko posazené. Oči jsou úzké a šikmo položené, barva očí má být tmavá, ale připouští se i jiné zbarvení. Zuby jsou silné a s nůžkovým skusem. Krk je silný a dlouhý jako hlava. Kohoutek vystupuje nad hřbet a je silně osvalen. Hřbet je rovný, široký a pevný. Končetiny jsou dobře osvalené s dlouhou holení, jsou dostatečně zaúhlené. Postavení končetin je přímé, tlapky jsou uzavřené, paspárky nejsou žádoucí. Ocas dosahuje maximálně ke hleznu. Zpravidla je srpovitě stočen k zádi. Východosibiřská lajka je velice aktivní pes se silným loveckým pudem, potřebuje hodně pohybu. V kohoutku měří psi 55–65 cm a feny 53–63 cm.